# Mother and Child
Mother and Child é um filme de drama estadunidense dirigido e escrito por Rodrigo García, e estrelado por Naomi Watts, Annette Bening, Kerry Washington, Shareeka Epps e Samuel L. Jackson. Ele estreou em 14 de setembro de 2009, no Festival de Toronto de 2009 e no Festival Sundance de Cinema em 23 de janeiro de 2010, e foi a seleção noite de encerramento no prazo do Maryland Film Festival de 2010. Foi dado um lançamento limitado nos Estados Unidos a partir de 7 de maio de 2010.

## Sinopse
Quando ela tinha 14 anos, Karen (Annette Bening) ficou grávida e deu a filha para adoção. A decisão de desistir de seu filha sempre a assombrava. Após a reunião com o descontraído Paco (Jimmy Smits), Karen permite sua ansiedade e desconfiança para obter o melhor dela. Ela gradualmente acalma sua ansiedade por meio da relação com Paco.
A filha de Karen, Elizabeth (Naomi Watts), cresce para ser solitária, intencional, e dura de coração. Ela é contratada como advogada em um escritório de advocacia de prestígio liderado por Paul (Samuel L. Jackson). Eles têm um caso, e ela fica grávida. Ela sai sem informar Paul do seu estado, e se muda para um novo apartamento e um novo emprego. Ela deposita uma carta para sua mãe biológica na organização que organizou a adoção.
Lucy (Kerry Washington) é uma padeira que deseja ser mãe, mas não pode ter seus próprios filhos. Ela e seu marido, Joseph (David Ramsey), entram em contato com a mesma agência de adoção e se reúnem com a futura mãe. Depois de um período prolongado de entrevista, a mãe concorda em dar ao casal seu bebê, mas muda de ideia depois de dar à luz. Lucy fica arrasada.
Elizabeth morre ao dar à luz seu filho. Como ninguém se adianta para reivindicar o bebê, Lucy adotá-la. Um ano depois, Karen descobre sobre a morte e a carta de Elizabeth, que informa que ela tem uma neta chamada Ella. Ela conhece a menina e Lucy, que vivem no seu bairro.

## Elenco
- Naomi Watts como Elizabeth
- Annette Bening como Karen
- Kerry Washington como Lucy
- Samuel L. Jackson como Paul
- Shareeka Epps como Ray
- David Morse como Tom
- Amy Brenneman como Dr. Stone
- Marc Blucas como Steven
- Carla Gallo como Tracy
- Jimmy Smits como Paco
- Britt Robertson como Violet
- Tatyana Ali como Maria
- Cherry Jones como Sister Joanne
- Elpidia Carrillo como Sofia
- S. Epatha Merkerson como Ada
- Ahmed Best como Julian
- Eileen Ryan como Nora
- Latanya Richardson como Carol
- Lisa Gay Hamilton como Leticia
- Elizabeth Peña como Amanda

## Produção
Inicialmente iria ser produzido por Cha Cha Cha Films, Focus Films e Universal Studios; Julie Lynn através da Mockingbird Films assumiu no final de 2008 com um orçamento de produção de $7 milhões. A filmagem principal começou em janeiro de 2009.
Robin Wright Penn foi escalada originalmente para o papel de Elizabeth, que acabou com Naomi Watts, cuja participação no filme foi rodada em apenas 8 dias. Apesar de viverem mãe e filha, a diferença de idade entre Annette Bening e Naomi Watts é de apenas 10 anos.

## Recepção
O filme foi recebido com críticas positivas, acumulando um índice de aprovação de 79% a partir de Rotten Tomatoes e uma pontuação média ponderada de 64 no Metacritic.
O filme foi premiado pelo Grand Prix du Jury 2010 no Deauville American Film Festival (França)